# Jörg Pfeifer
Jörg Pfeifer, född den 19 mars 1952 i Merseburg, Tyskland, är en östtysk friidrottare inom kortdistanslöpning.
Han tog OS-silver på 100 meters-stafetten vid friidrottstävlingarna 1976 i Montréal. 